# Sytse Frederik Willem Roorda van Eysinga
Sytse Frederik Willem Roorda van Eysinga (Kramat (bij Batavia), 3 januari 1827 - Den Haag, 15 mei 1897) was een hervormd predikant en spiritist. Sytse was een zoon van predikant Sytse Roorda van Eysinga en diens tweede vrouw Geertruida Catharina Dibbetz. Hun vader overleed in 1829 op St. Helena, toen het gezin van Indië naar Nederland reisde. De moeder hield het gezin, dat naast Sytse bestond uit zijn oudere broer Sicco Roorda van Eysinga en zusje Maria, met bescheiden middelen in Winterswijk in leven. 
Nadat hij in 1845 aan een studie was begonnen moest hij dat na twee jaar opgeven wegens gezichtsverzwakking. Negen jaar later hervatte hij in 1856 zijn studie in Utrecht. In 1858 liet hij zich als theologiestudent inschrijven in Leiden.  

## Predikant
Roorda van Eysinga trouwde op 15 april 1873 in Den Haag met Maria Anna Romijn (1823-1902). Het huwelijk bleef kinderloos, wel zijn in het gezin familieleden als pleegkind opgenomen.
Roorda van Eysinga begon op 3 november 1856 als adjunct directeur van het zendelingshuis Rotterdam. In 1859 werd hij door directeur Diebink ontslagen vanwege zijn zienswijze over de manier van lesgeven. Nadat hij van 1860-1861 hulppredikant op Urk werd ‘en aldaar beroepen’ was hij van 1862 tot 1868 predikant in het Limburgse Grevenbicht. Sociaal voelde hij zich aangetrokken tot Multatuli en diens verzet tegen het cultuurstelsel. In dit verzet werd hij sterk beïnvloed door zijn broer Sicco Roorda van Eysinga die zich kritisch uitliet over de uitbuiting van de Javanen in Nederlands-Indië. In 1868 was Sytse Roorda van Eysinga oprichter van de Haagse afdeling van de Maatschappij tot nut van den Javaan. Als Profeet van Grevenbricht hield ook Sytse redes over het koloniaal beheer in Nijmegen en Leiden. Grevenbricht was een protestantse 'enclave' in het overwegend katholiek Limburg. Roorda voelde het als een isolement. In 1868 besloot hij zijn ambt in Grevenbricht neer te leggen. 

## Spiritisme
Als spiritist voelde hij zich aangetrokken tot het 'Kardeckianisme', het geloof in reïncarnatie en de absolute betrouwbaarheid van 'geleidende geesten'. Naar eigen zeggen stond hij in contact met leidsgeesten en overleden geestelijken uit lang vervlogen tijden. Hij besloot zich tot het spiritisme te bekeren en hij verhuisde naar de Laan van Meerdervoort in Den Haag waar hij verkeerde in de vriendenkring van Elise van Calcar. Tussen 1871 en 1880 was hij leider van de spiritistische kring Den Haag. Tevens was hij redacteur van het Spiritistisch Tijdschrift. Om het nieuwe geloof te verspreiden richtte hij de NBBV op. Hij leidde als oprichter van de Johannes-vereeniging spiritistische bijeenkomsten en schreef meerdere spiritistische geschriften.  Toen het hem verboden werd om in Nederland preken te houden verbleef hij tussen 1880 en 1885 in Duitsland. In Duitsland  werkte hij mee aan het tijdschrift Licht, mehr Licht, in Nederland was vanaf 1885 redacteur van De blijde boodschap. Zijn vriend de predikant Gerrit van Gorkom noemde hem eens een edelmoedig maar zonderling mens die theologisch geen vastomlijnde gedachten had. Tot de mensen die door hem werden beïnvloed behoorde Felix Ortt. 

## Anti-vivisectie
In de periode 1889 en 1890 was hij redactielid van tijdschrift Androcles. Maandblad aan de belangen der dieren gewijd met hoofdredacteur Caroline Kerkhoven. Zijn vrouw M.J. Roorda van Eysinga-Romijn was penningsmeester van Androcles. 
Met Johannes Hugenholtz (1859-1922) en B. Versluys behoorde hij tot de oprichters van de Nederlandse Bond tot Bestrijding van de Vivisectie (NBBV).
Roorda van Eysinga was tevens bestuurslid van de Vereniging tot bestrijding van Vivisectie.